# CWS T-4
CWS T-4 (znany także jako CWS T-2) − polski samochód osobowy skonstruowany w Państwowych Zakładach Inżynierii w Warszawie na bazie CWS T-8.

## Opis samochodu
CWS T-2 został zaprojektowany na przełomie 1929 i 1930 roku przez zespół konstruktorów znanych już jako twórcy modeli T-1 i T-8. Inżynierowie Tadeusz Tański, Robert Gabeau, Władysław Mrajski i Stanisław Panczakiewicz stworzyli, niewielki 4-osobowy samochód, wzbudzający powszechne zaciekawienie zarówno w czasie prób drogowych na terenie kraju, jak i w czasie publicznych pokazów w Warszawie.
Silnik nowego samochodu, noszący fabryczne oznaczenia T-4, był niejako połową 8-cylindrowej jednostki napędowej T-8. W jego konstrukcji wykorzystano zunifikowane elementy takie jak wał korbowy, korbowody z panewkami, tłoki z pierścieniami i sworzniami oraz osprzęt i połączenia gwintowe, (tak jak w T-8 użyto tylko dwóch rozmiarów M8 i M10 dostosowane do klucza płaskiego). Wykorzystano też inne rozwiązanie Tadeusza Tańskiego: żeliwny blok silnika zaopatrzono w otwory-wzierniki, zamykane pokrywami. Rozrząd zrealizowano w systemie dolnozaworowym. Z pojemności skokowej wynoszącej 1500 cm³ osiągnięto moc 24 KM.
Silnik T-4 wbudowano w zaadaptowane podwozie samochodu marki Škoda, które zaopatrzono w dwudrzwiową, drewniano-stalową karoserię typu kareta, konstrukcji Stanisława Panczakiewicza. Wóz był szeroki i dosyć niski, nawiązywał kształtem do karet modelu T-1. Inżynier Panczakiewicz stworzył wówczas też inne projekty nadwozia. Zachowały się do dziś szkic szczegółowy rzutu bocznego dwudrzwiowego nadwozia typu kabriolet i rysunek fabryczny z 19 listopada 1930 roku karoserii T-2 typu kareta w wersji czterodrzwiowej.
Dwudrzwiowa kareta była w końcu lat trzydziestych eksponatem w Muzeum Przemysłu i Techniki w Warszawie i zaginęła w czasie działań wojennych.